# Wolfram Fiedler
Wolfram Fiedler   (Ilmenau, 29 de setembre de 1951 - Berlín, 11 d'abril de 1988) fou un corredor de luge alemany que va competir sota bandera de la República Democràtica Alemanya durant la dècada de 1970.
El 1972 va prendre part en els Jocs Olímpics d'Hivern de Sapporo, on guanyà dues medalles de bronze en les proves individual i per parelles del programa de luge. En el seu palmarès també destaquen una medalla d'or i una de plata al Campionat del món de luge i dues d'or i una de plata al Campionat d'Europa.